# 南华文艺与北新书局事件
南华文艺与北新书局事件又稱上海辱教案，是發生於1932年上海的兩起伊斯蘭教糾紛案件。兩起案件分別是南華文藝辱教案（又稱南華文藝案、南华侮教案）以及北新书局辱教案（又稱北新书局教案）。
1932年秋，中華民國铁道部次长曾仲鸣主持的南华文艺社和以行政院秘书长褚民谊为董事长的北新书局在出版時有內容涉及穆斯林习俗及宗教信仰，結果引起上海穆斯林的不滿。上海穆斯林集会抗议並且與出版方交涉，但是南华文艺社拒登驳斥文章，北新书局拒不道歉，并将前去谈判的穆斯林代表逐出。最終南京國民政府下令封闭北新书局和停办 《南华文艺》。

## 南華文藝辱教案
1932年9月，中華民國铁道部次长曾仲鸣主编的《南华文艺》在第1卷第14期刊登娄子匡所写的《回教徒怎么不吃豬肉》一文，称猪八戒是回教徒的祖先、回民是「小猪八戒」。上海回民閱讀後表示不滿，大家推舉哈少甫等3位代表前往《南华文艺》社交涉。代表提出四點要求，分別是《南华文艺》社要正式道歉；《南华文艺》社必須刊登回民的批駁文章；保证今后不再有此种侮辱文字出现；刊登侮辱文的刊物必須焚毀。上海穆斯林還派人前往杭州與娄子匡交涉。9月28日，娄子匡在《申報》上道歉，表示日後不會再發表類似文字。《南华文艺》主編同樣登報道歉，但《南华文艺》社拒絕刊登回民的批駁文章。
北平各界則認為，這種侮辱伊斯蘭教的事情連年發生，应联合全国国民與政府当局交涉。於是北平各界立即组织华北回民护教團，大家推舉马振武等15人为代表，向南京國民政府提出3點要求，分別是罷免南华文艺主编曾仲鸣的職務，並且以割裂民族、危害民国罪起訴；政府應立即讓《南华文艺》停刊；将撰稿人娄子匡移交法院治罪。行政院秘书长褚民谊答应回民的要求，宣佈將娄子匡移交法院治罪，娄子匡被杭縣地方法院判處有期徒刑2月；《南华文艺》停刊；政府明令全国不得侮辱穆斯林；主编曾仲鸣是挂名，已多次道歉，所以免于處分。

## 北新书局辱教案
南華文藝辱教案發生後不久，同樣是1932年，上海北新书局刊行林兰、朱善揚所寫的《小豬八戒》一书，书中涉及伊斯兰教与穆斯林的內容又引起回民不滿。書籍出版後，一回民拿書到该书局质問，結果該回民被書局強行趕出。上海回民闻讯後不滿，上海各界回民组织联合会，一面向南京國民政府呼吁，一面聘請律師为法律願問，與書局進行交涉，但未有結果。書局同時請求四馬路巡捕房保護書局。10月26日，北新书局被30多名穆斯林破壞，北新書局因而停業2天。有報紙指責破壞行為是回民所为，但回民否認。還有20多名穆斯林準備與北新书局同歸於盡，但是被人勸阻。
回民方面選派代表达浦生、马天英、伍詠霞、穆华庭4人赴南京请愿。此時因南華文藝辱教案從北平趕來的华北回民护教團亦到达南京。南北两地代麦团遂联合向南京國民政府兩起案件，要求公正处理。經国民党中央执委会开会讨论，宣佈查封北新书局，惩办负责人，同时制止北新书局、南华文艺社举行记者招待会。当局還有球有关部门对教科书中有侮回教的內容進行整改。行政院於11月8日宣佈“民族平等、信教自由”。不過北新書局只是停業3天，之後改名為百新書局，繼續營業，負責人和作者均未受處罰。一年後又恢復原名。

## 關聯項目
- 中国伊斯兰教
  - 中国伊斯兰教史